# Liste der Deutschen Hallenmeister im 800-Meter-Lauf
Die Liste der Deutschen Hallenmeister im 800-Meter-Lauf enthält alle Leichtathleten und Leichtathletinnen, die den 800-Meter-Lauf bei Deutschen Leichtathletik-Hallenmeisterschaften gewannen.

## Männer
| Hallenmeister in der BRD                        | Hallenmeister in der DDR               |
| ----------------------------------------------- | -------------------------------------- |
| 1954: Edmund Brenner (SKV Eglosheim)            |                                        |
| 1955: Edmund Brenner (Stuttgarter Kickers)      |                                        |
| 1956: Edmund Brenner (Stuttgarter Kickers)      |                                        |
| 1957: Paul Schmidt (OSV Hörde)                  |                                        |
| 1958: Paul Schmidt (OSV Hörde)                  |                                        |
| 1959: Paul Schmidt (OSV Hörde)                  |                                        |
| 1960: Max Rentsch (SV Bayer 04 Leverkusen)      |                                        |
| 1961: Paul Schmidt (OSV Hörde)                  |                                        |
| 1962: Jörg Balke (PSV Berlin)                   |                                        |
| 1963: Jörg Lawrenz (Berliner Sport-Club)        |                                        |
| 1964: Jörg Balke (PSV Berlin)                   | Erich Richter (ASK Vorwärts Berlin)    |
| 1965: Dieter Bogatzki (Sportfreunde Siegen)     | Jürgen Flehr (SC Traktor Schwerin)     |
| 1966: Arnd Krüger (CSV 1910 Krefeld)            | Jürgen Flehr (SC Traktor Schwerin)     |
| 1967: Jörg Balke (PSV Berlin)                   | Mathias Siedler (SC Dynamo Berlin)     |
| 1968: Franz-Josef Kemper (Preußen Münster)      | Frank Richter (SC Turbine Erfurt)      |
| 1969: Arnd Krüger (SV Bayer 04 Leverkusen)      | Dieter Fromm (SC Turbine Erfurt)       |
| 1970: Franz-Josef Kemper (DJK SSG Telgte)       | Alfred Seyffart (SC Turbine Erfurt)    |
| 1971: Godehard Brysch (LG PSV/WSV Wuppertal)    | Dieter Fromm (SC Turbine Erfurt)       |
| 1972: Paul Lowell (LG Freiburg)                 | Dieter Fromm (SC Turbine Erfurt)       |
| 1973: Josef Schmid (Salamander Kornwestheim)    | Gerhard Stolle (ASK Vorwärts Potsdam)  |
| 1974: Josef Schmid (Salamander Kornwestheim)    | Erich Müller (SC Chemie Halle)         |
| 1975: Reinhold Soyka (LG Bonn/Troisdorf)        | Gerhard Stolle (ASK Vorwärts Potsdam)  |
| 1976: Paul-Heinz Wellmann (TuS 04 Leverkusen)   | Gerhard Stolle (ASK Vorwärts Potsdam)  |
| 1977: Paul-Heinz Wellmann (TuS 04 Leverkusen)   | Olaf Beyer (ASK Vorwärts Potsdam)      |
| 1978: Reinhard Aechtle (ASC Darmstadt)          | Olaf Beyer (ASK Vorwärts Potsdam)      |
| 1979: Hans-Peter Ferner (MTV Ingolstadt)        | Bernd Wulf (SC Traktor Schwerin)       |
| 1980: Thomas Wilking (OSC Dortmund)             | Olaf Beyer (ASK Vorwärts Potsdam)      |
| 1981: Hans-Peter Ferner (MTV Ingolstadt)        | Hans-Joachim Mogalle (SC Chemie Halle) |
| 1982: Klaus-Peter Nabein (LAC Quelle Fürth)     | Hans-Joachim Mogalle (SC Chemie Halle) |
| 1983: Thomas Wilking (OSC Dortmund)             | Detlef Wagenknecht (SC Dynamo Berlin)  |
| 1984: Hans-Peter Ferner (MTV Ingolstadt)        | Detlef Wagenknecht (SC Dynamo Berlin)  |
| 1985: Axel Harries (TV Furtwangen)              | Olaf Beyer (ASK Vorwärts Potsdam)      |
| 1986: Peter Braun (LG Tuttlingen)               | Stefan Hauck (ASK Vorwärts Potsdam)    |
| 1987: Peter Braun (LG Tuttlingen)               | Hans-Joachim Mogalle (SC Chemie Halle) |
| 1988: Peter Braun (LG Tuttlingen)               | Jürgen Herms (SC Einheit Dresden)      |
| 1989: Axel Harries (LC Olympiapark München)     | Steffen Weißgerber (SC Neubrandenburg) |
| 1990: Joachim Dehmel (SpVgg Feuerbach)          | Mark Eplinius (ASK Vorwärts Potsdam)   |
| Gesamtdeutsche Hallenmeister seit 1991          |                                        |
| 1991: Joachim Dehmel (SpVgg Feuerbach)          |                                        |
| 1992: Mark Eplinius (SC Charlottenburg)         |                                        |
| 1993: Nico Motchebon (SC Charlottenburg)        |                                        |
| 1994: Nico Motchebon (LAC Halensee Berlin)      |                                        |
| 1995: Nico Motchebon (LAC Halensee Berlin)      |                                        |
| 1996: Nico Motchebon (LAC Quelle)               |                                        |
| 1997: Nico Motchebon (LAC Quelle)               |                                        |
| 1998: Nils Schumann (SV Creaton Großengottern)  |                                        |
| 1999: Nico Motchebon (LAC Quelle)               |                                        |
| 2000: Nils Schumann (SV Creaton Großengottern)  |                                        |
| 2001: Nico Motchebon (LAC Quelle)               |                                        |
| 2002: René Herms (LG Asics Pirna)               |                                        |
| 2003: René Herms (LG Asics Pirna)               |                                        |
| 2004: René Herms (LG Asics Pirna)               |                                        |
| 2005: René Herms (LG Asics Pirna)               |                                        |
| 2006: René Herms (LG Asics Pirna)               |                                        |
| 2007: René Herms (LG Braunschweig)              |                                        |
| 2008: Robin Schembera (TSV Bayer 04 Leverkusen) |                                        |
| 2009: Sebastian Keiner (Erfurter LAC)           |                                        |
| 2010: Robin Schembera (TSV Bayer 04 Leverkusen) |                                        |
| 2011: Sören Ludolph (LG Braunschweig)           |                                        |
| 2012: Sören Ludolph (LG Braunschweig)           |                                        |
| 2013: Robin Schembera (TSV Bayer 04 Leverkusen) |                                        |
| 2014: Andreas Lange (LG Reinbek/Ohe)            |                                        |
| 2015: Robin Schembera (TSV Bayer 04 Leverkusen) |                                        |
| 2016: Jan Riedel (Dresdner SC)                  |                                        |
| 2017: Robert Farken (SC DHfK Leipzig)           |                                        |
| 2018: Marc Reuther (Wiesbadener LV)             |                                        |
| 2019: Robert Farken (SC DHfK Leipzig)           |                                        |
| 2020: Robert Farken (SC DHfK Leipzig)           |                                        |
| 2021: Oskar Schwarzer (TV Groß-Gerau)           |                                        |

## Frauen
| Hallenmeisterinnen in der BRD                                     | Hallenmeisterinnen in der DDR                          |
| ----------------------------------------------------------------- | ------------------------------------------------------ |
| 1958: Nanny Schlüter (VfL Pinneberg)                              |                                                        |
| 1959: Edith Schiller (ASV Köln)                                   |                                                        |
| 1960: Marie-Luise Seiler (Meidericher SV)                         |                                                        |
| 1961: Anita Wörner (SV Phönix Ludwigshafen)                       |                                                        |
| 1962: Antje Gleichfeld (TuS Alstertal)                            |                                                        |
| 1963: Anita Wörner (ABC Ludwigshafen)                             |                                                        |
| 1964: Christa Luczak (VfL Wolfsburg)                              | Waltraud Kaufmann (SC Chemie Halle)                    |
| 1965: Antje Gleichfeld (LG Alstertal-Garstedt)                    | Waltraud Pöhlitz, geb. Kaufmann (SC Chemie Halle)      |
| 1966: Karin Kessler (LG Alstertal-Garstedt)                       | Karin Burneleit (HSG Wissenschaft Humboldt-Uni Berlin) |
| 1967: Karin Kessler (LG Alstertal-Garstedt)                       | Waltraud Pöhlitz, geb. Kaufmann (SC Chemie Halle)      |
| 1968: Helga Henning (SV Polizei Hamburg)                          | Karin Burneleit (SC Dynamo Berlin)                     |
| 1969: Anita Rottmüller, geb. Wörner (Post-SG Mannheim)            | Barbara Wieck (SC Empor Rostock)                       |
| 1970: Hildegard Janze (Hannover 96)                               | Waltraud Pöhland (SC Motor Jena)                       |
| 1971: Hildegard Falck, geb. Janze (VfL Wolfsburg)                 | Waltraud Pöhland (SC Motor Jena)                       |
| 1972: Gisela Ellenberger (TuS 04 Leverkusen)                      | Maritta Politz (SC Chemie Halle)                       |
| 1973: Brigitte Kraus (LG Rhein-Berg)                              | Elfi Rost (SC Neubrandenburg)                          |
| 1974: Gisela Ellenberger (TuS 04 Leverkusen)                      | Gunhild Hoffmeister (SC Cottbus)                       |
| 1975: Brigitte Kraus (ASV Köln)                                   | Anita Barkusky (SC Neubrandenburg)                     |
| 1976: Brigitte Kraus (ASV Köln)                                   | Elfi Zinn, geb. Rost (SC Neubrandenburg)               |
| 1977: Gisela Klein, geb. Ellenberger (TuS 04 Leverkusen)          | Bettina Wolfrum (SC Dynamo Berlin)                     |
| 1978: Petra Kleinbrahm (TuS 04 Leverkusen)                        | Ulrike Bruns, geb. Klapezynski (SC Cottbus)            |
| 1979: Elisabeth Schacht (ASV Köln)                                | Anita Weiß, geb. Barkusky (SC Neubrandenburg)          |
| 1980: Petra Kleinbrahm (TuS 04 Leverkusen)                        | Martina Kämpfert (TSC Berlin)                          |
| 1981: Petra Kleinbrahm (LG Bayer Leverkusen)                      | Hildegard Ullrich (SC Turbine Erfurt)                  |
| 1982: Petra Kleinbrahm (LG Bayer Leverkusen)                      | Martina Steuk, geb. Kämpfert (TSC Berlin)              |
| 1983: Margit Schultheiß (VT Zweibrücken)                          | Ines Vogelgesang (SC Dynamo Berlin)                    |
| 1984: Petra Kleinbrahm (LG Bayer Leverkusen)                      | Christine Wachtel (SC Neubrandenburg)                  |
| 1985: Gaby Bußmann (SC Eintracht Hamm)                            | Sigrun Ludwigs (SC Traktor Schwerin)                   |
| 1986: Brigitte Brückner (LAC Quelle Fürth)                        | Sigrun Ludwigs (SC Traktor Schwerin)                   |
| 1987: Brigitte Brückner (MTV Ingolstadt)                          | Christine Wachtel (SC Neubrandenburg)                  |
| 1988: Sabine Zwiener (SV Neckarsulm)                              | Christine Wachtel (SC Neubrandenburg)                  |
| 1989: Gabriela Lesch (Eintracht Frankfurt)                        | Christine Wachtel (SC Neubrandenburg)                  |
| 1990: Sabine Zwiener (LG VfB/Kickers Stuttgart)                   | Christine Wachtel (SC Neubrandenburg)                  |
| Gesamtdeutsche Hallenmeisterinnen seit 1991                       |                                                        |
| 1991: Sigrun Grau, vorh. Wodars, geb. Ludwigs (SC Neubrandenburg) |                                                        |
| 1992: Christine Wachtel (SC Empor Rostock)                        |                                                        |
| 1993: Heike Huneke (SV Concordia Ihrhove)                         |                                                        |
| 1994: Christine Wachtel (SC Neubrandenburg)                       |                                                        |
| 1995: Heike Meißner (Dresdner SC)                                 |                                                        |
| 1996: Ivonne Teichmann (SC Magdeburg)                             |                                                        |
| 1997: Heike Meißner (Dresdner SC)                                 |                                                        |
| 1998: Heike Meißner (Dresdner SC)                                 |                                                        |
| 1999: Simone Beutelspacher (VfL Sindelfingen)                     |                                                        |
| 2000: Ivonne Teichmann (SC Magdeburg)                             |                                                        |
| 2001: Ivonne Teichmann (SC Magdeburg)                             |                                                        |
| 2002: Ivonne Teichmann (SC Magdeburg)                             |                                                        |
| 2003: Anja Knippel (LC Creaton Erfurt)                            |                                                        |
| 2004: Monika Gradzki (TV Wattenscheid)                            |                                                        |
| 2005: Claudia Gesell (TSV Bayer 04 Leverkusen)                    |                                                        |
| 2006: Kerstin Werner (TV Wattenscheid)                            |                                                        |
| 2007: Jana Hartmann (LG Olympia Dortmund)                         |                                                        |
| 2008: Monika Gradzki (TV Wattenscheid)                            |                                                        |
| 2009: Annett Horna (TSV Bayer 04 Leverkusen)                      |                                                        |
| 2010: Jana Hartmann (LG Olympia Dortmund)                         |                                                        |
| 2011: Jana Hartmann (LG Olympia Dortmund)                         |                                                        |
| 2012: Carolin Walter (TSV Bayer 04 Leverkusen)                    |                                                        |
| 2013: Sonja Mosler (TV Herkenrath)                                |                                                        |
| 2014: Fabienne Kohlmann (LG Karlstadt-Gambach-Lohr)               |                                                        |
| 2015: Christina Hering (LG Stadtwerke München)                    |                                                        |
| 2016: Christina Hering (LG Stadtwerke München)                    |                                                        |
| 2017: Christina Hering (LG Stadtwerke München)                    |                                                        |
| 2018: Christina Hering (LG Stadtwerke München)                    |                                                        |
| 2019: Katharina Trost (LG Stadtwerke München)                     |                                                        |
| 2020: Christina Hering (LG Stadtwerke München)                    |                                                        |
| 2021: Tanja Spill (LAV Bayer Uerdingen/Dormagen)                  |                                                        |